# Nádor Jenő (színművész)
Nádor Jenő, Nejedlik János Vencel (Budapest, 1888. december 3. – Budapest, 1955. november 18.) magyar színész, tenorista énekes.

## Élete
Nejedlik János cipész és Nagy Katalin fia. 1910-ben végezte el Rákosi Szidi színésziskoláját. 1911-ben a Király Színházhoz szerződött, ahol 1922-ig játszott, de ezalatt 1916–17-ben a Népoperában, 1918-ban a Belvárosi Színházban és a Télikertben is fellépett. 1922–23-ban az Andrássy úti Színháznál játszott, majd a Fővárosi Operettszínházhoz került 1925-ig. 1924-ben Fedák Sárival közösen vendégszereplésen jártak az Amerikai Egyesült Államokban. 1925-től a Király Színház tagja lett, aminek 1928-ig volt tagja. 1927-ben a bécsi Carltheater is szerződést írt vele alá, majd 1930-ban Kolozsvárra ment, ahol a magyar színházban játszott. 1930 és 1934 között mint vendégszereplőt láthatta a közönség a Budai Színkörben, majd 1935–1937-ben és 1942–1944-ben Erdélyi Mihálynál szerepelt a fővárosban. 1949 és 1951-ben fellépett a Fővárosi Varietében, majd 1951-ben a Kisvarietében.
Első felesége Nemetsek Irma Karolina volt, akit 1916. április 30-án vett feleségül, majd 1935-ban elvált tőle. Második házastársa Fleischer Marianna Gabriella volt, akivel 1935. november 20-án Budapesten, az Erzsébetvárosban kötött házasságot.

## Főbb szerepei

### Színházi szerepei
- Kálmán Imre: Csárdáskirálynő - Edwin
- Kacsóh Pongrác: János vitéz - Bagó
- Leo Fall: Pompadour - René
- Lehár Ferenc: Paganini - Paganini
- Kálmán Imre: Ördöglovas - Sándor gróf

### Filmszerepei
- Valamit visz a víz (1943) – patikus
- Szováthy Éva (1943)